# 卡捷琳娜·蒙祖爾
卡捷琳娜·弗拉迪米羅芙娜·蒙祖爾（羅馬化：Kateryna Volodymyrivna Monzul；1981年7月5日—），是一名烏克蘭女子足球裁判，於2015年獲得國際足球歷史和統計聯合會世界最佳女裁判。

## 早期生活
蒙祖爾來自哈爾科夫市附近的一個市鎮巴巴伊，她從6歲時開始對足球產生興趣，經常在家附近的體育場練球，並加入巴巴伊的男子青年足球俱樂部，司職後衛。她從事裁判工作的叔叔是啟發她成為職業裁判的原因。蒙祖爾會說流利英語，以優異的成績畢業於哈爾科夫國立城市經濟學院城市規劃與建築系。18歲時，蒙祖爾決定成為一名裁判員，她在2011年取得烏克蘭足球甲級聯賽裁判執照。

## 裁判生涯

### 地區賽事
2011年，蒙祖爾開始擔任烏克蘭足球甲級聯賽的裁判。2016年4月3日，蒙祖爾首次在烏克蘭足球超級聯賽執法的比賽，是在敖得薩黑海人對陣沃倫盧茨克的例行賽，她成為第一位在烏克蘭最高級別足球聯賽執法的女裁判。

### 國際賽事

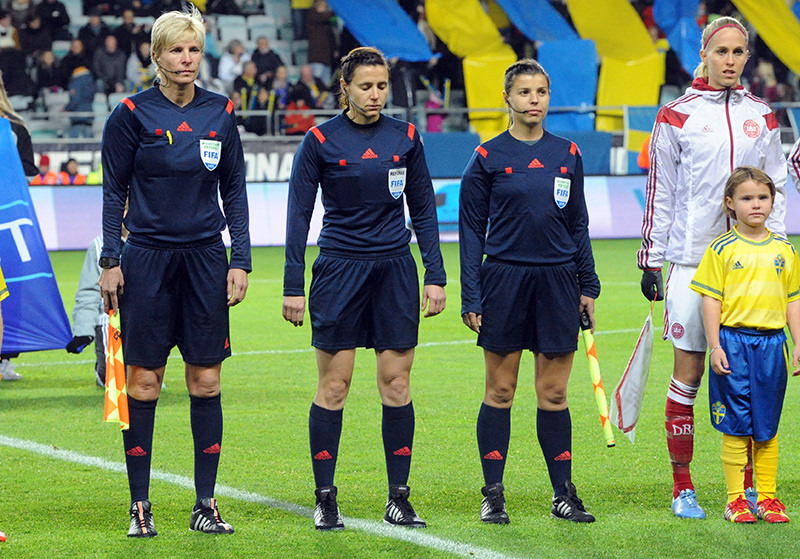
2015年10月27日，蒙祖爾在瑞典對陣丹麥的2017年歐洲國家盃外圍賽擔任主裁判。

蒙祖爾於2004年成為國際足協裁判。2005年9月，她首次執法國際賽事的會外賽是芬蘭對陣波蘭的2007年中國女子世界盃歐洲區外圍賽，而她首次在國際賽事的會內賽中執法是2009年女子歐洲國家盃。2011年，蒙祖爾在德國女子世界盃擔任第四裁判。
2013年，蒙祖爾在2013年女子歐洲國家盃執法挪威對陣丹麥的準決賽，隔年，她在2013–14年歐洲女子冠軍聯賽的決賽中執法。2014年，她被國際足球歷史和統計聯合會（IFFHS）評選為世界第二佳女裁判，僅次於德國的畢碧安娜·施泰因豪斯。
蒙祖爾在2015年加拿大女子世界盃揭幕戰首次以主裁判的身份執法世界盃會內賽事，該場比賽由東道主加拿大對陣中国以1比0取勝，而她在延長賽判給加拿大的一顆點球引起爭議。同年7月5日，美國對陣日本的世界盃決賽也是由蒙祖爾執法，這是她首次在大型國際賽事的決賽中執法。同年，她獲得國際足球歷史和統計聯合會「世界最佳女裁判」獎。
2017年6月，蒙祖爾在荷蘭舉行的2017年女子歐洲國家盃擔任裁判。2018年12月3日，國際足球協會（FIFA）宣布蒙祖爾將擔任2019年法國女子世界盃主裁判。2019年6月25日，在世界盃十六強賽結束後，蒙祖爾被選為在最終8場比賽執法的11名裁判之一。

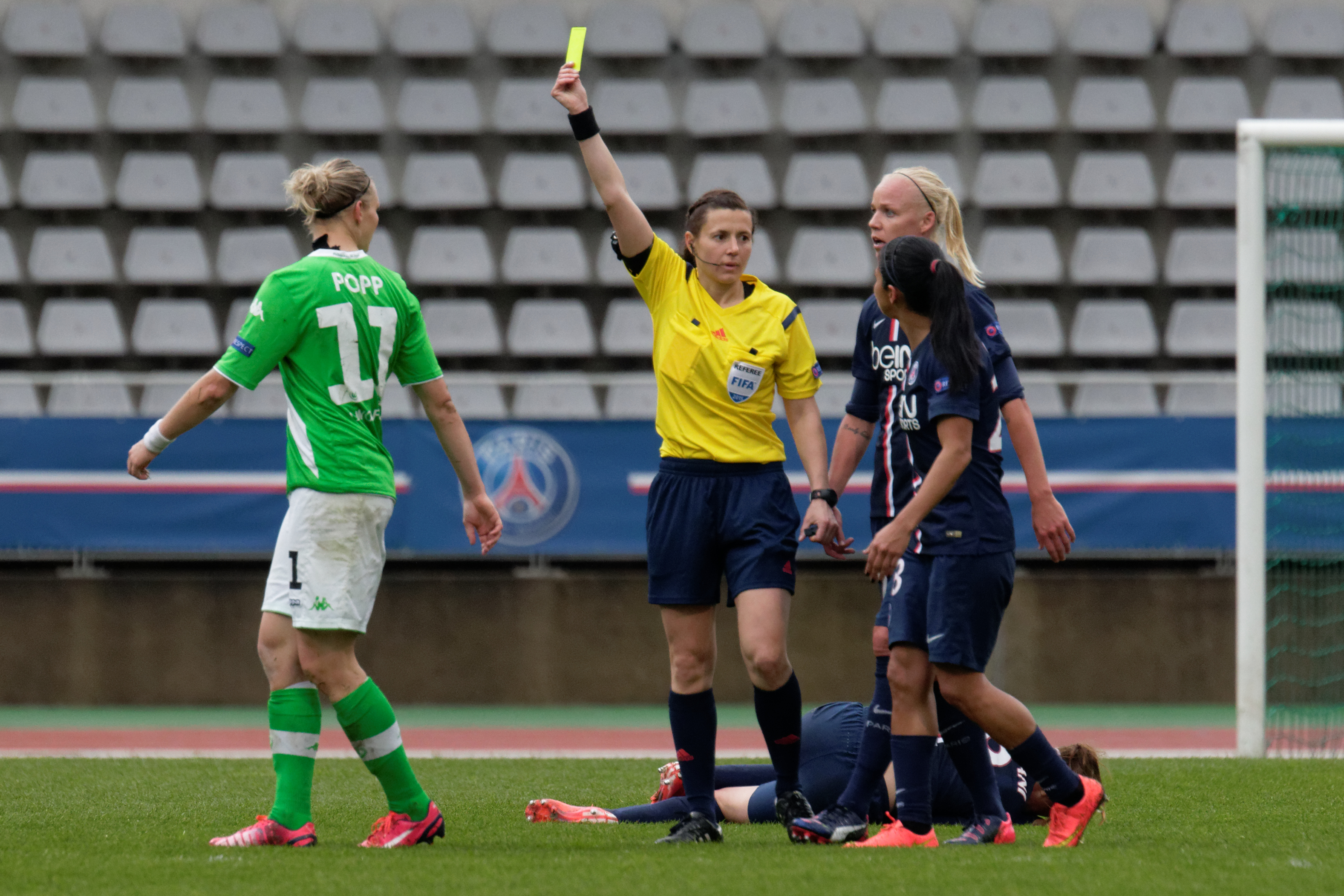
2015年4月26日，蒙祖爾在狼堡對陣巴黎聖日耳曼的2014–15年歐洲女子冠軍聯賽淘汰賽擔任主裁判。

2020年11月，她在歐洲國家聯賽的一場聖馬利諾對陣直布羅陀的比賽擔任主裁判，該場比賽的所有裁判皆為女性裁判。2020年底，蒙祖爾與瑪麗娜·斯特里萊茨卡、奧歷山德拉·阿爾達舍娃（Oleksandra Ardasheva）等人組成首支在歐霸盃賽事中執法的女性裁判團隊，該場比賽為12月3日根特對陣利貝雷茨的分組賽。
2021年，國際足球歷史和統計聯合會列出自2011年至2020年的世界最佳女裁判排名，蒙祖爾以124分位居第三名，排名在她前面的包括德國裁判畢碧安娜·施泰因豪斯與瑞士裁判埃絲特·斯塔布利。同年3月，國際足協宣布法國裁判斯蒂芬妮·弗拉帕尔與蒙祖爾兩人成為首次執法世界盃外圍賽的女裁判，兩人將出席2022年卡達世界盃歐洲區外圍賽，分別是3月27日荷蘭對陣拉脫維亞，以及3月28日奧地利對陣法羅群島的比賽。
2022年7月31日，蒙祖爾在溫布利球場舉行的2022年女子歐洲國家盃決賽中執法，她在該場比賽開出7張黃牌。2023年1月9日，國際足協任命她為2023年澳紐女子世界盃的主裁判，這是她連續第五屆執法世界盃相關賽事，連續第三屆執法世界盃會內賽事。

## 事件
2022年2月，蒙祖爾因俄羅斯入侵烏克蘭事件暫時中斷裁判工作，並與她的家人在哈爾科夫的防空洞待了幾天。不久後，她斷然決定與家人一同離開家鄉烏克蘭，他們開車一路穿越摩爾多瓦、匈牙利、斯洛伐克、捷克，最終抵達德國。歐洲足球協會（UEFA）、義大利足球協會（FIGC）與義大利裁判協會（AIA）知道她的遭遇後均向她伸出援手，他們提供蒙祖爾在都靈的住處，並邀請她擔任義大利聯賽的裁判，讓她能夠繼續以裁判身份為足球界效力。蒙祖爾表示沒想到21世紀還會發生這樣的事情，她只希望所有人能和平相處，並早點恢復為原來的生活。

## 榮譽
- 基輔的奧爾加公主勳章（英语：Order of Princess Olga）：2011年[23]、2017年[24]
- 國際足球歷史和統計聯合會世界最佳女裁判：2015年[10]
- 烏超賽季最佳裁判：2019-20年[25]

## 外部連結
- 烏克蘭足球協會上的卡捷琳娜·蒙祖爾 （页面存档备份，存于）
- 卡捷琳娜·蒙祖爾的Instagram帳戶